# خوسيه حزقيال غوتيريز
خوسيه حزقيال غوتيريز (بالإسبانية: José Juan Gutiérrez)‏ هو لاعب كرة قدم مكسيكي، ولد في 8 مارس 1996.